# Operazione Menai Bridge

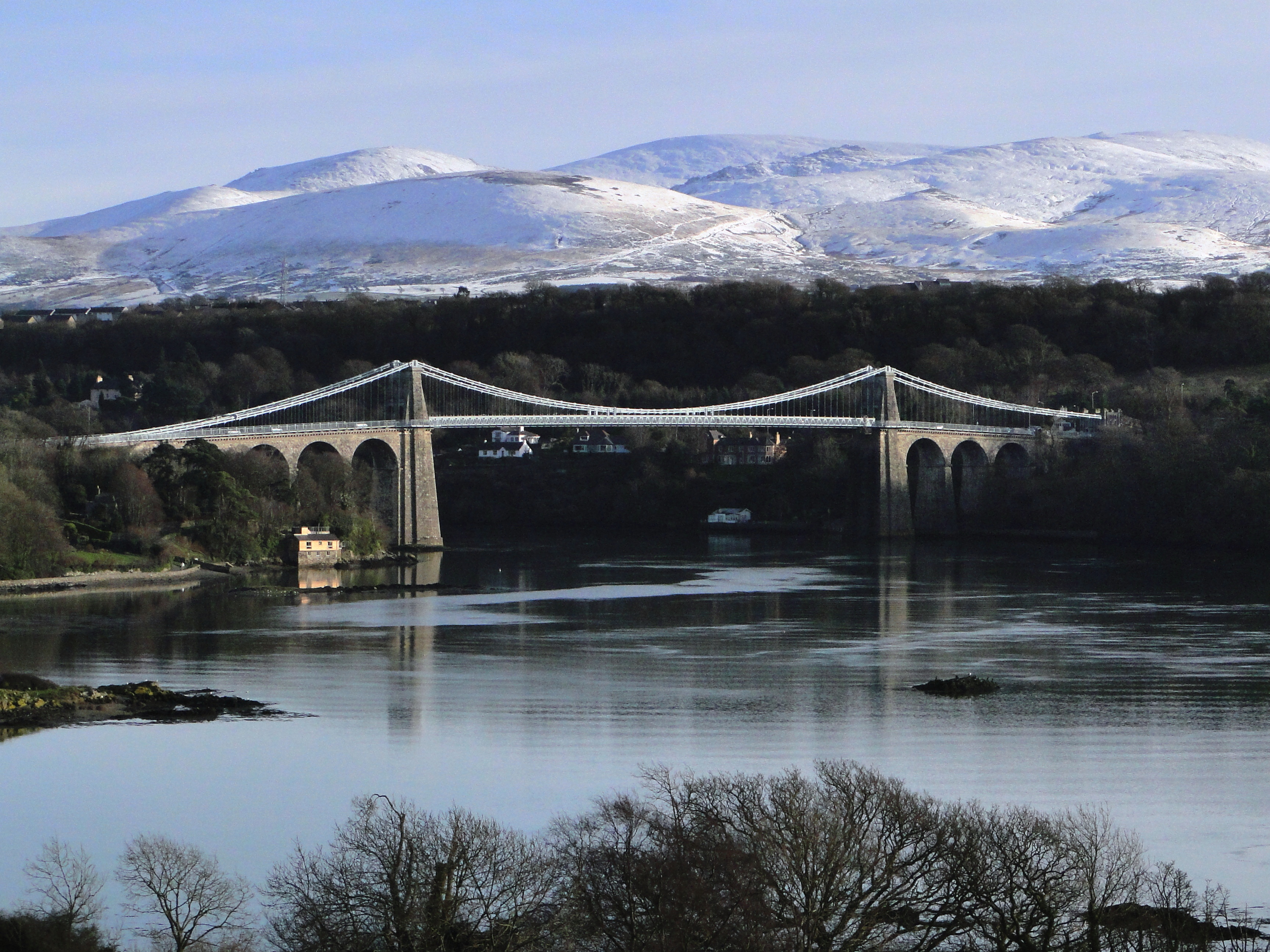
Il ponte Menai, sito in Galles

L'Operazione Menai Bridge è il nome in codice dei piani legati alla morte dell'attuale re del Regno Unito Carlo III.
Il piano prevede la preconizzazione della sua morte, nonché il periodo di lutto ufficiale (della durata di 10 giorni) ed i dettagli dei suoi funerali di stato. La pianificazione del funerale del re iniziò quasi immediatamente dopo l'ascesa di Carlo al trono alla morte di sua madre e predecessore, la regina Elisabetta II. Il nome si riferisce ad un ponte sospeso situato in Galles che collega l'isola di Anglesey.

## Le operazioni precedenti
La morte di re Giorgio VI venne comunicata utilizzando la frase "Hyde Park Corner", per evitare che i centralinisti di Buckingham Palace venissero a conoscenza della notizia troppo presto. Per la regina madre Elisabetta, l'operazione Tay Bridge fu avviata dopo la sua morte. Per la morte del principe Filippo, duca di Edimburgo, il nome in codice era Operazione Forth Bridge, e per la regina Elisabetta II la parola in codice era "London Bridge is down" ("Il London Bridge è crollato", omonimo dell'operazione). Poiché Elisabetta II morì nel castello di Balmoral in Scozia, alla sua morte fu messa in atto anche l'Operazione Unicorno. Essa era la variante dell'Operazione London Bridge, applicata nel caso il decesso fosse accaduto in Scozia invece che a Londra.

## Successione al trono
Dopo la morte del re Carlo, il primo ad avere diritto alla successione è William, principe di Galles.